# Dudley (Massachusetts)
Dudley és una població dels Estats Units a l'estat de Massachusetts. Segons el cens del 2000 tenia 10.036 habitants.

## Demografia
Segons el cens del 2000, Dudley tenia 10.036 habitants, 3.737 habitatges, i 2.668 famílies. La densitat de població era de 184,1 habitants/km².
Dels 3.737 habitatges en un 34,5% hi vivien nens de menys de 18 anys, en un 57,5% hi vivien parelles casades, en un 10,5% dones solteres, i en un 28,6% no eren unitats familiars. En el 23,5% dels habitatges hi vivien persones soles el 10,5% de les quals corresponia a persones de 65 anys o més que vivien soles. El nombre mitjà de persones vivint en cada habitatge era de 2,57 i el nombre mitjà de persones que vivien en cada família era de 3,04.
Per edats la població es repartia de la següent manera: un 24,7% tenia menys de 18 anys, un 10,6% entre 18 i 24, un 29,9% entre 25 i 44, un 22% de 45 a 60 i un 12,8% 65 anys o més.
L'edat mediana era de 36 anys. Per cada 100 dones de 18 o més anys hi havia 96 homes.
La renda mediana per habitatge era de 48.602 $ i la renda mediana per família de 59.309$. Els homes tenien una renda mediana de 40.337 $ mentre que les dones 27.589$. La renda per capita de la població era de 21.546$. Entorn del 3,1% de les famílies i el 5,6% de la població estaven per davall del llindar de pobresa.